# Niels Bransager
Niels Peter Bransager (22. november 1873 i Torpet – 29. marts 1915) var en dansk journalist og radikal politiker, bror til Anna Bransager Nielsen (sv). Han var medlem af Folketinget 1908-1910 og redaktør af Venstres Folkeblad i Ringsted fra 1902 til sin død i 1915. Han var formand for Provins-Journalistforeningen.
Bransager var med til at afsløre økonomiske uregelmæssigheder i ØK i den såkaldte Kinch-affære i 1913.
Niels Bransager var et stiftende medlem af Det Radikale Venstre i 1905. Han forfattede et Opraab til Organisation:
| Citat | Det nuværende Ministeriums militære Politik betegner en Opgivelse af et af Venstres væsentligste Programpunkter. Og ved sin Sammensætning betegner Ministeriet et afgjort Skridt til højre ogsaa i den almindelige Politik. I denne Situation opstod Folketingets Venstre. Det nye Parti er vokset frem af Troskab mod en af Venstres betydningsfuldeste Mærkesager, og dets Medlemmer vil hos alle virkelige Venstremænd møde oprigtig Tak og Paaskønnelse, fordi de skabte et Værn mod Frafaldet og dermed Muligheden for et nyt demokratisk Fremstød. Idet undertegnede Venstremænd fra alle Landets Folketingskredse udtaler vor varme Tilslutning til den antimilitaristiske Holdning, Folketingets Venstre har indtaget, og idet vi udtaler den sikre Forvisning, at det ny Parti desuden vil blive Udgangspunkt for en dybtgaaende demokratisk Fornyelse af dansk Venstrepolitik, opfordrer vi vore Meningsfæller i alle Valgkredse Landet over til at organisere sig. Naar denne Organisation er tilvejebragt, vil dens første Opgave blive at vælge Repræsentanter til et Delegeretmøde for hele Landet, hvortil der siden vil udgaa Indbydelse. I de senere Aar bragte Venstres Vælgere og Rigsdagsmænd i et bestandig fjærnere Forhold til hinanden. Partiet blev et rent Rigsdagsparti. Og lige saa lidt bestod der nogen indbyrdes Forbindelse mellem Venstrevælgerne i Landets forskellige Egne. Dette Forhold maa forandres. Venstrevælgerne maa samle sig i en fast og virksom Organisation. Ad den Vej styrkes i lige Grad Rigsdagspartiets Stilling og Vælgernes egen Indflydelse. Derfor retter vi til vore Meningsfæller den indtrængende Opfordring: Organiser Eder til fælles og trofast Arbejde for en Venstrepolitik, der bærer ind i Fremtiden det bedste , som fandtes i Venstres gamle Program, og fører mod sin Løsning de nye Krav af politisk, social og aandelig Karakter, som Udviklingen har rejst og modnet. April, 1905 | Citat |
|       | |       |

## Forfatterskab
- (sammen med Palle Rosenkrantz), Den danske Regering og Rigsdag 1901: Biografier og Portrætter, Dansk Grafisk Forlag 1901-03. Digitaliseret hos Google Books
- Om Programmet, udarbejdet paa Foranledning af Hovedbestyrelsen for det radikale Venstres Landsforbund, 2. oplag 1906, 3. oplag 1915.
- Artikler og Taler, Venstres Folkeblad 1916.
- Omkring Østasiatisk Kompagni, 1917 [offentliggjort i Venstres Folkeblad, Ringsted, 1.-13. december 1913].